# فناوری نانو در بتن
پتانسیل بالقوه فناوری نانو در ساخت مصالحی که با آن می‌توان به بالاترین حد رفع نیازهای انسان رسید، اصلی‌ترین عاملی است که آن را برای طراحی‌ها برای آینده انتخاب می‌کند، که از این میان می‌توان به تأثیر این فناوری بر صنعت بتن اشاره کرد.

## فناوری نانو
کاربرد فناوری نانو در تحول سایر فناوری‌ها، تأثیر بسزایی بر سلامت و آسایش مردم دارد. امروزه کشورهای مختلف با بهره‌گیری از فناوری نانو و تلفیق آن با سایر تخصص‌ها به دستاوردهایی رسیده‌اند که از آن جمله می‌توان به هزینه‌های تولید و نگه‌داری کمتر، مصرف انرژی پایین و طول عمر بیشتر اشاره کرد.

## رابطه فناوری نانو و معماری
در دنباله معماری ارگانیک فرانک لوید رایت که در آن هدف خلق ساختارهایی در سازگاری با طبیعت بود، امروزه این مسئله در قالب معماری پایدار و افق جدید آن یعنی نانو تکنولوژی مطرح و مورد بحث و بررسی قرار می‌گیرد.
از آنجا که با استفاده از دستاوردهای فناوری نانو یک ساختمان در زمان‌ها و مکان‌های مختلف می‌تواند رفتارهای متفاوتی از خود نشان دهد، سخت و غیرقابل انعطاف یا نرم و سیال- تئوری‌های شناخت مواد به‌طور کلی دگرگون می‌شوند. در واقع مصالح، هویت ثابت خود را از دست می‌دهند و دیگر معماری در زمان و مکان محدود نخواهد شد. مدرک بی واسطه و مستدل برخورد مستقیم فناوری نانو با معماری، مصالح (تولیدات فیزیکی) هستند که عموماً کاربری‌های گوناگونی به ساختمان‌ها می‌بخشند. چنین مصالحی امکانات تازه‌ای را برای تکمیل و بهبود شئی معماری و اندیشیدن دربارهٔ شکل جدیدی از زندگی، به وجود می‌آورند.

## کاربردهای فناوری نانو در ساختمان
گسترش این فناوری در معماری به‌طور چشمگیری در حال توسعه است که در زیر به چند مورد از آن اشاره شده‌است:
- سیمان و بتن.
- نانو پوشش‌ها.
- نانو شیشه‌ها.

## نانو شیشه

### شیشه‌های ضد انعکاس
بخش عمدهٔ شیشه‌ای که در ساختمان‌سازی مورد استفاده قرار می‌گیرد درپنجره مورد استفاده قرار می‌گیرد. پنجره بخشی از ساختمان است که در سی سال گذشته تغییرات زیادی کرده‌است. سعی طراحان بربه حداقل رساندن مجموع ساخت پنجره در نمای بوده تا از هدر رفتگی مساحت پنجره جلوگیری کند. بازار صنایع شیشه اروپا که بیش از ۴۵٪ ازسهم بازار جهانی شیشه را به خود اختصاص داده به ۸۰۰۰۰ واحد تولیدی رسیده‌است. پنجره هادر عین فعال بودن در پاسخگویی به نور خورشید و باد و باران هم شرایط محیطی ساختمان را تحت کنترل درآورد. وهم به کمک پایداری زیست‌محیط کمک کند. اما محصولات به دلیل سختی تنظیم و نگهداری و همچنین هزینه بالای تولیدشان اشاره کرد. پس در این میان کاربرد فناوری نانو به کمک مهندسان و صنعت شیشه‌سازی آمد. انواع شیشه‌ها را می‌توان نام برد:
۱-شیشه‌های ضد انعکاس
درعلم فیزیک ثابت شده‌است که امواج به سطوح می‌رسند و بسته به شفافیت و ویژگی سطح به سه دسته منشعب می‌شوند. مقداری از امواج انعکاس و جذب مقداری از سطوح می‌گذرند. درباره‌ای از کاربرد معماری
انعکاس نور عامل نامناسبی می‌باشد و از کیفیت زیبایی شناختی فضا می‌کاهد. پس متخصصان حوزه نانو مواد را صنعت شیشه وارد ساختن تا همه چیز مضر را به حداقل رساند. گذر نور از میان اجسام مانند شیشه و پلاستیک که بخشی از نور برخورد کرده به خودرا منعکس می‌کنندبه وسیله حجم نور بازتابیده شده محدود می‌شود. دربهترین حالت شیشه اجازه می‌دهد حداکثر ۹۰٪نورتابیده شده عبور کند و این عامل به سبب تفاوت ضریب شکست شیشه وهوای مجاور رخ می‌دهد پس بهترین عامل در بروز این پدیده ضریب شکست محیطها می‌باشد. شیشه‌های ضد انعکاس در طراحی داخلی و کاربردهای تزئینی و نمایشی بیشتراست. مانند کابینت و… و با اعمال روکش‌های متعددی بر روی شیشه‌های معمولی که هزینه‌های هنگفت تولید و محصولات گران‌قیمت را دنبال دارد. پلاستیک نیز مانند شیشه از خاصیت دگر چسبی خوبی برخوردار نیست؛ و روکش چندلایه آن به راحتی امکان‌پذیر نیست و از دیگر معایب اینکه چنین سیستم‌های چندلایه‌ای متداخلی تنها در طیف مرئی امواج نورانی یعنی طول موجی بین ۳۹۰ تا ۷۵۰ نانومتر عمل کرده و در بخش‌های دیگر طیف بازتابندگی را افزایش می‌دهد و متأسفانه مزیت به دست آمده دربخش طیف مرئی برچنین بخش غیر مرئی غلبه نمی‌کند و می‌توان گفت این شیشه‌ها برای استفاده در جمع‌کننده‌های انرژی خورشیدی کاربرد ندارد. یک لایه از این شیشه‌های چندلایه را در محلولی فرومی برند تا محصول شیشه‌ای قابلیت عبور دادن طیف گسترده‌تری از امواج نوری را داشته باشد. در این شیشه‌ها ضریب شکست نور برای بیرونی‌ترین لایه کم بوده و با دقت مشخص می‌شود و ضخامت این لایه بیرونی حائز اهمیت است ومی توان این لایه با ضخامت ۱۵۰ نانومتر انتخاب کرد. اگرچه این عملیات دقیق رابرای لایه بیرونی شیشه انجام دهیم سهم پرتوی بازتابیده شده نسبت به امواج برخورد کرده باشیشه از درصد به ۱ درصد کاهش خواهد یافت. در تولید سنتی شیشه‌های ضد انعکاس نقاط ضعفی وجود دارد از قبیل :محدود شدن محدوده طیفی عبورکننده از شیشه و زاینده‌های پیچیده و پرهزینه که در این میان نانو مواد می‌تواند این مشکل را حل کند. این شیشه‌ها توانایی در افزایش امکان عبور امواج نورانی خورشید نسبت داد که در نتیجه پهنای بیشتر طیف قابل عبور از شیشه میسر شده‌است. روش مقرون به صرفه در ساخت شیشه ضد انعکاس بهره‌گیری از اثر چشم شب‌پره است. بررسی قرنیه چشم شب‌پره‌ها که بیشتر درشب فعال است. حاکی از وجود ساختاری در چشم این حشرات است که انعکاس نور را به حداقل می‌رساند. بااستفاده از روش‌های شبیه منبت کاری گرم می‌توان شفافیت دیداری شیشه را تابش از ۹۷٪ و شفافیت پلاستیک‌ها را تا پس از ۹۹٪ ارتقاء داد و علاوه بر بهبود خواص عدم انعکاس شیشه ویژگی‌های ضد الکتریسیته ساکن و دفع کثیفی آن نیز بهبود پیدا می‌کند. زمینه‌های دیگر در استفاده از محصولات نانو شیشه تولید و جمع‌کننده‌های انرژی خورشیدی است. درنانو شیشه‌های به‌کاررفته در این جمع‌کننده‌های هم طیف امواج نورانی امکان عبور از طیف امواج نورانی را داشته و بنابراین حداکثر بازدهی و بیشترین مقدار تولید انرژی را ممکن می‌سازد. برخلاف شیشه‌های قدیمی زاویه برخورد نور باشیشه تأثیر مثبتی برانتقال آن ازمیان شیشه خواهد داشت و این قسمت‌ها وابستگی کمتری به جهت و زاویه تابش دارد ومی توان در فصل‌های مختلف سال از کارایی مشابهی برخوردار خواهندبود. علاوه برهمه اینهانانوپوش‌ها از عمر بیشتری برخوردار هستند نسبت به نوع سنتی خودشان و کمتر جذب آلودگی و کثیف شدن قرارمی‌گیرند.
فناوری اپتو-الکترونیک:حوزه‌ای از دانش است که براساس نانو ذرات شکل گرفته‌است و ابعاد و مشخصه‌های اپتیکی، شیمیایی، فیزیکی آن به دقت کنترل می‌گردد. ذرات نانو کوچکتر از طول موج امواج مرئی هستند. تولیدکنندهٔ روشی جدید و خلاقانه است که این ساختار جدید تشکیل شده از ریز ذرات به شکل توپ‌های بزرگ دی‌اکسید سیلیکون در حدود ۳۰ تا ۵۰ نانومتر.
برای تولید شیشه‌های ضد انعکاس دوروش موجود است:۱-کشیدن یک لایه پوشش ضد انعکاس که شامل انواع ذرات سلیس در اندازه‌های مختلف است. ذرات بزرگتر برای تولید ساختار لایه می‌باشند و ذرات کوچکتر مقاومت مکانیکی را ایجاد می‌کنند. میزان پرتوهای نور بازتاب یافته شده از سطح این شیشه‌ها در حدود ۱ درصد و حجم ان بیش از ۹۹ درصد است. ۲-باکمک پوش‌های چندلایه‌ای از مواد نیمه ژلاتینی می‌توان در این شیشه امکان اینکه طول موج‌های تابیده شده به خود به گونه‌ای برخورد کند. علاوه بر این شیشه‌های روش دوم با آب و ذرات آلی خیس شده و قابل تمیز شدن هستند و زاویه تابش آب با این شیشه‌ها بیش از ۸۰ درجه است؛ و خصوصیات دیگر این این شیشه‌ها زاویه برخورد پرتو با شیشه، تأثیر زیادی بر نحوه انعکاس یا عبور آن نمی‌گذارد و به ازای زاویه تماس از صفرتا ۷۵ درجه. در میزان انتقال پرتوها از شیشه‌ها تنها بین ۵ تا ۸ درصد تغییر به وجود می‌آید.
- رنگ‌های خود تمیز شونده.
- سلول‌های فتوولتاتیک[۴]

## نانو و فناوری بتن

### نانو تکنولوژی در بتن
بتن از پرکاربردترین مصالح ساختمانی است. این ماده مصنوعی بیشترین تولید سالیانه را دارد. همچنان می‌توان مصالح سیمانی و بتنی را از پرمصرف‌ترین مصالح ساختمانی دانست؛ بنابراین بتن مانند موتور صنعت ساختمان می‌باشد. ویژگی برجسته این بتن به علت ارزان بودن و مصرف کم انرژی دارای ویژگی‌های خاص خود می‌باشد. بیش از۹۰درصد پوسته اصلی زمین اکسید سیمان است ومی توان گفت منبعی غنی از مواد اولیه در دسترس است. تمام تحولات ساختمانی سالانه بر روی بتن به تقریب ۱۰۰ میلیارد دلار است. متخصصان پیوسته در حال انجام آزمایش بر روی کیفیت روزافزون این مصالح هستند. درصورتی که مشخصه و ویژگی‌های ذاتی این مصالح مانند مقاومت با دیگر مصالح کم به نظر می‌رسد. از ویژگی بتن این است که دردمای اتاق این سیال به ماده‌ای جامد و صلب تبدیل می‌شود؛ و در این فرایند ده‌ها ماده شیمیایی وارد چرخه واکش شیمیایی می‌شوند. البته هنوز به صورت کامل شناخته شده نیستند. بتن شاید برخلاف هرنوع ماده دیگر باگذشت زمان بر روی آن دارای خاصیت تداوم و مقاومت بیشتر می‌شونداین ماده پرکاربرد دارای مقیاس چندگانه است. سنگدانه‌های مورد استفاده دربتن در حد میلی‌متری هستند و نکته حایزاهمیت اینکه این مواد و مصالح با مقیاس‌های متفاوت در کنار هم عمل می‌کنندتابتن حاصل آید. بتن که ماده‌ای ویسکو الاستیک است و این به دلیل وجود فاز C-H-S است. با شناخت ساختار نانو مقیاس می‌توان دریافت که دلیل خزش بتن در مقیاس‌های مختلف چیست و حتی دیگر ویژگی‌های بتن را می‌توان به کمک تفحص در مقیاس نانو درک کرد. بااینکه فناوری نانو اندکی دیر به قلمرو بتن واردشد این تأخیر را می‌توان به دو عامل نسبت داد. یکی نداشتن درک و دانش کامل از ترکیبات شیمیایی و فیزیکی بتن دیگری نحوه بهبود و ارتقای کیفی در ماده‌ای مانند بتن که ماده‌ای مایع و جامد است.                                                                                                              ==== تأثیرات آینده فناوری نانو دربتن ====که باید این اوصاف مورد بررسی قرارگیرد. ۱-ریزدانه‌ها ۲-خمیرسیمان ۳-محدوده گذر بین سطحی
ITZ محدوده‌ای که خمیرسیمان، سنگدانه درشت را در بر می‌گیرد. البته ابعاد سنگدانه‌ها‌ ۳ تا ۴ برابر بزرگتر از وسعت محدوده ITZ است اما میکرو ساختار بتن رفتارهای مکانیکی بحرانی خودرا در این زمینه و در مقیاس گوناگون به اجرا می‌گذارد. برای شناخت بتن و خاصیت‌های آن باید به بررسی و تجزیه وتحلیل ITZ پرداخت، بنابراین این ناحیه در نقش ضعیف‌ترین ناحیه اتصال دربتن عمل می‌کند و بیشترین ریز ترک‌ها در این ناحیه بروز می‌کند. بابوجودآمدن نگرشهایی که بر پایه نانو فناوری است پتانسیلی برای مصالح شناسان فراهم شد تا بتوانند به تغییرات اساسی در ساختار این مواد به وجود آورند. می‌توان گفت همه ویژگی‌های بتن و دیگر مصالح پایه سیمانی، ناشی از فرایند هیدراسیون آن است درک بهتر رفتار و ساختار بتن در مقیاس نانو به ما کمک خواهد کرد تا ویژگی مطلوب بتن بهبود یابد. افزایش دوام، کاهش شکنندگی (تردی)، افزایش مقاومت کششی خاصیتهایی هستند که می‌توان با افزودنی‌های خاص آن‌ها رابرای بتن به‌دست آورد. افزودن مواد نانو به سیمان ویژگی‌های عملکردی آن را افزایش می‌دهد. مثلاً نانو سیلیس‌ها می‌تواند به نحو مطلوبی بر مقاومت فشاری بتن تأثیر بگذارد. دوغابی که از نانو سیلیس آمورف (بی‌شکل) سبب افزایش مقاومت بتن نمای خود متراکم دربرابر جدایی سنگدانه‌ها‌ می‌شود؛ و علاوه بر این می‌توان افزون مقادیر ناچیزی از نانو لوله‌ای کربنی می‌تواند سبب افزایش مقاومت فشاری و خمشی بتن شود. ترک خوردگی یکی از مهم‌ترین عواملی است که باعث نگرانی مهندسان در سازه بتنی می‌باشد. بااستفاده از پلیمرهای معالج بتن اثر ترک خوردگی را می‌توان کمتر کرد که شامل کپسول‌های ریز متشکل از عامل درمانی بتن و ماده محرک شیمیایی است در صورت ایجاد ترک این ماده آزاد شده و با ماده محرک تماس پیدا می‌کند. بعد از انجام این تماس پلیمر ریزاسیون آغاز شده و دو طرف ترک به هم می‌چسبند این روش مستلزم تزریق اپوکسی که هزینه زیادی دارد می‌شود. قرارگیری حسگرهای میکرو و نانو الکترومکانیکی متخصصان را قادر کرده تا بتوانند ویژگی‌ها و عکس‌العمل‌های بتن را در مراحل مختلف آمیختن، ریختن، گیرش وبارگذاری بررسی کننداین حسگرها درک ما را از فرایند هیدراسیون بتن و نابود شدن احتمالی و ترک‌ها ارتقاء می‌دهد و علاوه بر این از هیدروژل‌های فعال محیطی در بتن استفاده می‌شود که امکان حسگری و واکنش دهی نسبت به محرک‌های محیطی نظیر رطوبت و دما را فراهم می‌کند.

#### نقش نانو در بهبود کیفیت بتن
یکی از عواملی که روش‌های سنتی ساختار خمیر سیمان را منسوخ می‌کند فقدان نظم بلوری در این ماده است. دانشمندان توانسته‌اند شفافیتی بیشتر از ساختار اتمی آب سیمان را به تصویر بکشند. روشن‌ترین مسیری که در استفاده از نانو مواد در کیفیت بتن وجود دارد در مراحل تولید بتن یعنی ایجاد روش‌های آسان در فرایند ساخت و هم چنین ویژگی نهایی بتن سخت شده‌است. اصولاً اصلاح سنتی از ضعف‌های بتن با تضعیف ویژگی مثبت دیگری توأم بوده واستفاده از افزودنی در بتن دارای اشکالاتی می‌باشداما فناوری نانو مزیت‌های بیشتری را به بتن اضافه می‌کند و می‌توان بتن را هم چنین در سطح بهترین و بالاترین وبا کیفیت‌ترین مصالح در نظر گرفت.
افزودن نانو ذرات سیلیس به مصالح پایه سیمانی از تضعیف واکنش اصلی در ان می‌کاهد و هم چنین از حجم حفره‌هایی که پس از سخت شدن می‌توانند در محلی تجمع کنند را کم می‌کند و به این ترتیب بر دوام بتن می‌افزاید. نانو سیلیکا که به عنوان مواد افزودنی به بتن به شکل گرد یا دوغاب مصرف می‌شود باعث جلوگیری از جداشدن سنگدانه‌ها‌ در بتن خود متراکم شونده ودوام بتن سخت شده می‌شود. خاکستر بادی از مصالحی است که می‌تواند در ارتقاء بخشیدن به مقاومت و پایداری زیست‌محیطی بتن را کمک کند. البته یکی از مهم‌ترین ضعفی که بر استفاده از خاکستر بادی است کاهش سرعت بتن در جذب مقاومت اولیه و زیاد شدن مدت زمان مراقبت از آن در مقایسه با بتن معمولی است. همچنین استفاده از نانو ذرات هماتیت علاوه بر افزایش مقاومت بتن با تغییر مقاومت الکتریکی توده بتن کارکرد را مناسب تر و پایش سطح تنش وارد شده به بتن را هموارتر می‌کند. نانو ذرات سیلیکا سبب رشد فرایند هیدراسیون بتن شده و مقاومت سه روزه را افزایش می‌دهد. نانو ذرات سیلیکا به عنوان پیشگیری‌کننده از رسوب زود هنگام در هسته مرکزی ظاهرشده و زمان گیرش را کم می‌کند و رفتار پوزولانی این نانو ذرات باعث می‌شود برهم کنش بین سنگدانه و خمیر سیمان بهبود یافته.
یکی دیگر از نانو ذرات که سبب ارتقای ویژگی بتن می‌شود دی‌اکسید تیتانیوم است که این ماده به دلیل ویژگی‌های استریل‌کننده و واکنش‌پذیری کاتالیتیک قوی در سیمان رنگ و شیشه‌های پنجره نیز استفاده می‌شود و به دلیل رنگ سفید آن به شکل بارزی نسبت به رنگ بتن مورد توجه قرار می‌گیرد به‌طور کلی نانو ذرات به عنوان مراکز کریستال‌سازی عمل کرده که این ابعاد ریز نانو ذرات باعث می‌شود تا بتوان راحت‌تر حفره‌ها و فضاهای خال را پر کند و به عنوان پرکننده تأثیر بیشتری بر خلل و فرج و چسبندگی بهتر بین خمیر سیمان و سنگدانه بر جای بگذارد و مقاومت فشاری آن را ارتقاء می‌دهد و از آثاتر مطلوب استفاده از ذرات نانو بنیان افزایش کندروانی خمیر بتن پیش از زمان گیرش است که موجب می‌شود حالت تعلیق سنگدانه بهتر شده و کارپذیری بتن هم افزایش یابد.
فناوری نانو و بتن‌های ویژه:
1. بتن الیافی
2. بتن خودمتراکم
3. نانو بتن هوشمند گرمازا[۳][۵]

علم نانو و مهندسی نانو که گاهی با عبارت بهسازی نانویی در بتن بیان می‌شوند، عناوینی هستند که برای توصیف دو مسیر در تحقیقات نانو تکنولوژی در بتن استفاده می‌شوند. استفاده از نانو تکنولوژی در صنعت بتن به چند سال اخیر برمی‌گردد. از حدود ۸۰ سال پیش تاکنون استفاده از سیلیکا در ابعاد میکرون به صورت گسترده‌ای در بتن‌های پایه سیمانی مورد استفاده قرار گرفته‌است. ثابت شده‌است که استفاده از ذرات ریزتر از میکرو سیلیس باعث افزایش مقاومت فشاری بتن گردیده‌است. علم نانو مربوط است به اندازه‌گیری و توصیف ساختار مواد پایه سیمانی در مقیاس نانو و میکرو برای درک بهتر رفتار در مقیاس بزرگ (ماکرو) و عملکرد آن از طریق استفاده از تکنیک‌های پیشرفته توصیف و مدل سازی مربوط به سطح اتمی یا ملکولی. نانو مهندسی شامل تکنیک‌های دستکاری ساختار در مقیاس نانومتری به منظور ایجاد نسل جدید و مناسب کامپوزیت‌های سیمانی با رفتار مکانیکی ایدئال است و حتی می‌توان بتن با خواص جدیدی مثل مقاومت الکتریکی پایین، هوشمند بودن، خود تمیزکننده، خود ترمیم‌کننده، شکل‌پذیری بالا و … به وجود آورد. فعالیت‌های تحقیقاتی اخیر در زمینه نانو تکنولوژی در بتن شامل: بررسی ذاتی هیدراسیون در سیمان، تأثیر اضافه کردن نانو سیلیکا به بتن، اضافه کردن نانو ذرات به سیمان، بتن و پوشش‌های سیمانی و مشاهده تأثیرات آن‌ها بر رفتار و مشخصات ایجاد شده‌است.
تحقیقات بسیاری در زمینه به‌کارگیری فناوری نانو در ساختمان بتن در حال انجام است به منظور درک این مطلب در سطح علم پایه از فناوری‌هایی مانند: میکروسکپ‌های AFM, SEM, FIB که برای مطالعه در مقیاس نانو ساخته شده‌اند استفاده می‌شود.

## بهبود خواص سیمان و بتن
بتن از جمله مواد و مصالح ساختمانی است که فناوری امید بخش نانو، قدری دیرتر به قلمرو آن نفوذ کرده‌است. افزودن مواد نانو مقیاس به سیمان، می‌تواند ویژگی‌های عملکردی آن را ارتقا دهد. روشن‌ترین مسیری که در استفاده از نانو مواد در بهبود بتن وجود دار؛ در مراحل ساخت خود بتن یعنی ایجاد سهولت در فرایند ساخت و همچنین ویژگی‌های نهایی بتن سخت شده‌است. فناوری نانو این مزیت را دارد که با اصلاح ضعف‌ها، مشکلاتی در زمینه دیگر ویژگی‌های بتن ایجاد نمی‌کند. تحقیقات انجام گرفته نشان می‌دهد که بهره‌گیری از ذرات در مقیاس نانو باعث بهبود خواص مکانیکی و افزایش کیفیت بتن می‌شود. به عنوان مثال «نانو سیلیس سبب بهبود تراکم ذرات می‌شود، استحکام بتن را افزایش می‌دهد و …. استفاده از دی اکسید تیتانیوم سبب ایجاد خاصیت خود تمیز شوندگی و ضد عفونی کنندگی بتن می‌شود و رنگ سفید و درخشندگی به بتن می‌دهد». «نانو آلومینیوم نیز محصولی است که مقاومت فشاری بتن را تا حدودی افزایش می‌دهد و با مقاومت بیشتر سازه در برابر بارهای وارده، پایداری بنا را افزایش می‌دهد. نانو تیتانیوم از نفوذپذیری یون کلر در بتن و تخریب و خوردگی آرماتور جلوگیری کرده و عمر ساختمان را افزایش می‌دهد».
از سوی دیگر استفاده از روکش‌های مبتنی بر فناوری نانو می‌تواند به حفاظت بیشتر از بتن در برابر شرایط محیطی خورنده همچون دریا کمک شایانی نماید. علاوه بر این موارد می‌توان به بتن با عملکرد بالای چند منظوره، ویژگی‌های دیگری را اضافه نمود که از این میان می‌توان به خاصیت الکترومغناطیسی، قابلیت به‌کارگیری در سازه‌های اتمی و افزایش مؤثر بودن آن در حفظ انرژی ساختمان اشاره کرد.

### بتن با عملکرد بالا
یکی از چالش‌هایی که در رشته مصالح ساختمانی به وجود آمده‌است، بتن با عملکرد بالا (High Performance Concrete) می‌باشد. این نوع بتن مقاوم از نوع مصالح کامپوزیت بوده و از نظر دوام جزء مصالح کامپوزیت و چند فازی مرکب و پیچیده می‌باشد. خواص، رفتار، و عملکرد بتن بستگی به نانو ساختار ماده زمینه بتن و سیمان دارد که چسبندگی، پیوستگی و یکپارچگی را به وجود می‌آورد. بنابر این، مطالعات بتن و خمیر سیمان نانو برای توسعه مصالح ساختمانی جدید و کاربرد آن‌ها بسیار حائز اهمیت می‌باشد. روش معمولی برای توسعه بتن با عملکرد بالا اغلب شامل پارامترهای مختلفی از جمله طرح اختلاط بتن معمولی و بتن مسلح با انواع مختلف الیاف می‌باشد.

### نانو سیلیس آمورف
در صنعت بتن، سیلیس یکی از معروف‌ترین موادی است که نقش مهمی در چسبندگی و پرکنندگی بتن با عملکرد بالا (HPC) ایفا می‌کند. محصول معمولی همان سلیکای دود کننده یا میکرو سیلیکا می‌باشد که دارای قطری در حدود ۰/۱ تا ۱ میلی‌متر می‌باشد و دارای اکسید سیلیس حدود ۹۰ درصد می‌باشد. می‌توان گفت که میکرو سیلیکا محصولی است که در محدوده بالای اشل اندازه نانومتر جهت افزایش عملکرد کامپوزیت مواد سیمانی به کار برده می‌شود. نانو سیلیس معلق، کاربردهای چند منظوره از خود نشان می‌دهد مانند:
- خاصیت ضد سایش.
- ضد لغزش.
- ضد حریق.
- ضد انعکاس سطوح.

تمام کارهای انجام یافته بر روی کاربرد مواد نانو سیلیس کلوئیدی (Colloidal Nano Silica) در بخش اصلاح خواص رئولوژی، کارپذیری و مکانیکی خمیر سیمان بوده‌است. آنچه که در اینجا مطرح است نتایج اولیه محصولات نانو سیلیس با قطری در محدوده ۵ تا ۱۰۰ نانومتر می‌باشد. اکسید تیتانیوم در سه ساختار: آناتاز، روتایل و بروکیت یافت می‌شود. از این میان فاز آناتاز بیشترین خاصیت فتوکالیستی را دارد. سطوح حاوی دی‌اکسید تیتانیوم (Tio2) می‌تواند خود را در اثر تابش نور خورشید تمیز نگاه دارد. قابلیت خود تمیز شوندگی می‌تواند با جریان آب بر روی سطوح، افزایش یابد که این افزایش میزان تمیز شدن ناشی از خاصیت فوق آبدوستی سطوح دی‌اکسید تیتانیوم است. از آنجایی که این پوشش‌ها (معمولاً در سطوح بیرونی به کار می‌روند) علاوه بر تأثیری که بر تصفیه هوا دارند باعث تمیز نگاه داشتن سطوح، با هزینه کم و داشتن چهره‌ای زیبا برای شهر خواهند شد.

### سیمان‌های الیافی
ساختمان‌هایی که با سیمان‌های الیافی ساخته می‌شوند پس از مدتی به منبع لکه و کثیفی تبدیل می‌شوند. سیمان استفاده شده در نمای ساختمان‌ها، کثیفی‌ها و کپک‌ها را مکیده و با تأثیر نور خورشید آن‌ها را به خوبی در داخل ماتریس جایگزین می‌کند و دور کردن این لکه‌ها و کثیفی‌ها کار بسیار مشکلی است. استفاده از نانو پوشش‌های سنگ و چوب در نمای ساختمان باعث عدم نفوذ کثیفی‌ها، باکتری‌ها و غیره به داخل ماتریس می‌شوند و ظاهر اولیه نما را به خوبی حفظ می‌نمایند.

## چالش‌های نانو تکنولوژی در صنعت بتن
نانو تکنولوژی مانند تمامی تکنولوژی‌های نو نیاز به یک توجیه اقتصادی دارد، در حال حاضر هزینه‌های بالای نانو ذرات مانع از توسعه روزافزون این محصولات و استفاده آن‌ها در صنعت می‌گردد، برای همین بهره‌برداری از نانو تکنولوژی در صنعت بتن در مقیاس تجاری همچنان به چند محصول قابل عرضه در بازار محدود گردیده‌است.
مشکل دیگر در زمینه استفاده از نانو موادها توزیع یکنواخت آن‌ها در ماتریس بتن است. معمولاً این مواد در حین افزوده شدن به بتن به صورت کلوخه انباشته می‌شوند و در مخلوط به خوبی توزیع نمی‌شوند، البته برای این حل مشکل می‌توان از دستگاه‌های مخلوط کن قوی استفاده کرد.
اشکال دیگر در این زمینه جذب آب بسیار بالای ذرات نانو است. این ذرات به علت سطح ویژه بسیار بزرگی که دارند مقدار زیادی آب جذب می‌کنند و ممکن است بر کارایی بتن اثرگذار باشد.
درنهایت چالش‌هایی هستند که باید قبل از گسترش استفاده از نانو فناوری در صنعت بتن حل شوند مانند: توزیع یکنواخت نانو مواد، سازگاری نانو مواد با سیمان، فرآوری، تولید، ایمنی، مسائل مربوط به حمل و نقل، تولید انبوه و هزینه‌ها، به علاوه معرفی کردن این مصالح جدید به جامعه از طریق زیرساخت‌های اجتماعی مستلزم افزایش و درک تأثیر آن‌ها روی محیط زیست و سلامت انسان‌ها می‌باشد، با این حال چیزی که واضح است این است که، اکنون، بعد از ۵۰ سال از مقاله مشهور ریچارد فاینمن(Feynman.R)، نانو فناوری در حال تغییر دیدگاه دانشمندان و مهندسین در مورد یکی از قدیمی‌ترین ماده‌های ساخت بشر، بتن، است.